# Rhamphomyia lapponica
Rhamphomyia lapponica är en tvåvingeart som beskrevs av Frey 1955. Rhamphomyia lapponica ingår i släktet Rhamphomyia och familjen dansflugor. Arten är reproducerande i Sverige. Inga underarter finns listade i Catalogue of Life.